# Casoli
Casoli es una localidad o colonia de 5.971 habitantes en la provincia de Chieti.

## Geografía
El centro urbano, recogido en torno al castillo ducal y a la iglesia parroquial, está sobre un collado a la derecha del torrente Aventino, a los pies del monte Majella.
En el territorio se encuentran el lago de Sant'Angelo, cerca de la Torre di Prata (llamada La Torretta), un estanque artificial creado en 1956 a partir del pantano del Aventino, y la reserva natural Lago de Serranella, caracterizada por amplias zonas pantanosas en la desembocadura del torrente Gogna.

## Historia
Surgida durante la Alta Edad Media, probablemente fundada por los habitantes del asentamiento de época romana (identificadoo por algunos arqueólogos con Cluviæ, centro de la tribu samnita de los caracenos) cuyos restos aún son visibles en Piano Laroma.
Algunos topónimos (Piano la Fara, San Salvatore) y hallazgos arqueológicos (planchas con bajorrelieves reutilizadas para construir el campanario de la iglesia) prueban que estuvieron allí los Longobardos.
Aparece mencionada (al igual que Casule) por primera vez por fuentes históricas en 878, en un manuscrito que lista las posesiones de la abadía de Montecassino en la región. A principios del siglo X se asentó en su territorio una comunidad de monjes ermitaños de rito greco-bizantino. Entre ellos los futuros santos Nicolás Greco, Falco, Franco e Hilarión. Fue feudo de varias familias entre los que están los condes Orsini de Manoppello, los Colonna y por último los príncipes de Aquino de Caramanico Terme.
En 1799 fue hostil a la incorporación a la República Partenopea. Fue escenario de levantamientos populares y de violencia. Muy dañada durante la Segunda Guerra Mundial (la línea Gustav discurría a lo largo del cercano río Sangro), y allí actuaba el grupo partisano “Brigada Majella”.

## Arte
Hay muchos monumentos dignos de mención. Ante todo, el Castillo Ducal, surgido en torno a una torre de vigía de planta pentagonal y que se remonta al siglo IX. Terminado hacia 1455 por los Orsini, pasó luego a los príncipes de Aquino que mantuvieron su propiedad hasta principios del siglo XIX; en 1845 fue adquirido por la familia Masciantonio, quien se lo cedió al Municipio en 1981. Unida al castillo (quizás en su origen fuera la capilla palatina) está la iglesia parroquial, dedicada a Santa María la Mayor: de origen medieval, se remodeló con tres naves en 1759 y hacia 1820 tomó su actual aspecto neoclásico.
La iglesia de Santa Reparada se crea (llamada entonces Santa Liberada) en 1447. El 26 de noviembre de 1943, una pequeña bomba aliada cayó en el techo de la nave derecha de la iglesia, que dañó algunos de los de los cuadros del retablo tallado y pintado con oro y plata, construido entre 1603 y 1606 por el artista veneciano Vittorio Buzzacarino (Victorius Buzacarinus). La iglesia, reconstruida en 1952, conserva sin embargo algunos elementos arquitectónicos renacentistas pertenecientes al edificio original (una portada, un arco triunfal y tres altares, todos fechados en 1539) y un tríptico con Santa Liberada de 1506.

## Economía
Casoli es un centro tradicionalmente agrícola: secultivan hortalizas, fruta (son famosas las manzanas caseras) pero sobre todo uva y olivos.
- Forma parte de la Comunità Montana Aventino-Medio Sangro, de la que es el centro principal.

## Evolución demográfica
| Gráfica de evolución demográfica de Casoli entre 1861 y 2001 |
|                                                              |
| Fuente ISTAT - elaboración gráfica de Wikipedia              |

## Imagen

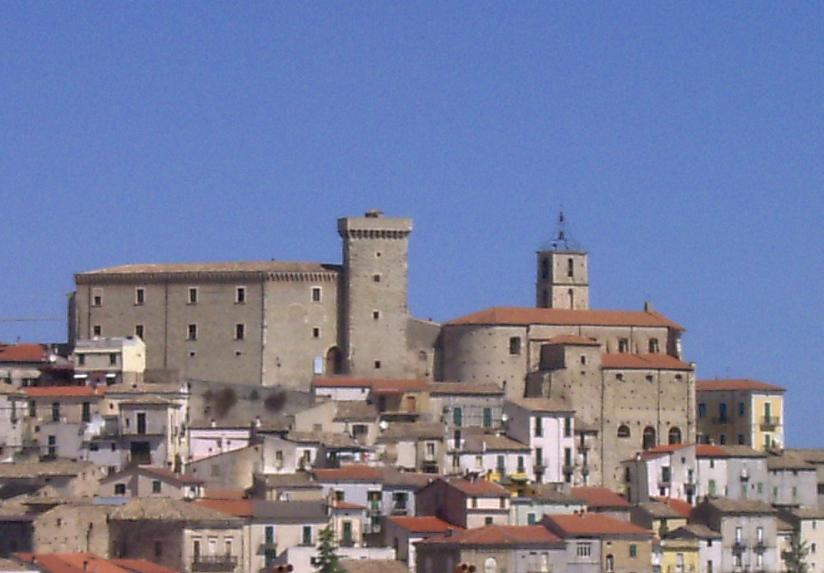
Castillo Ducal
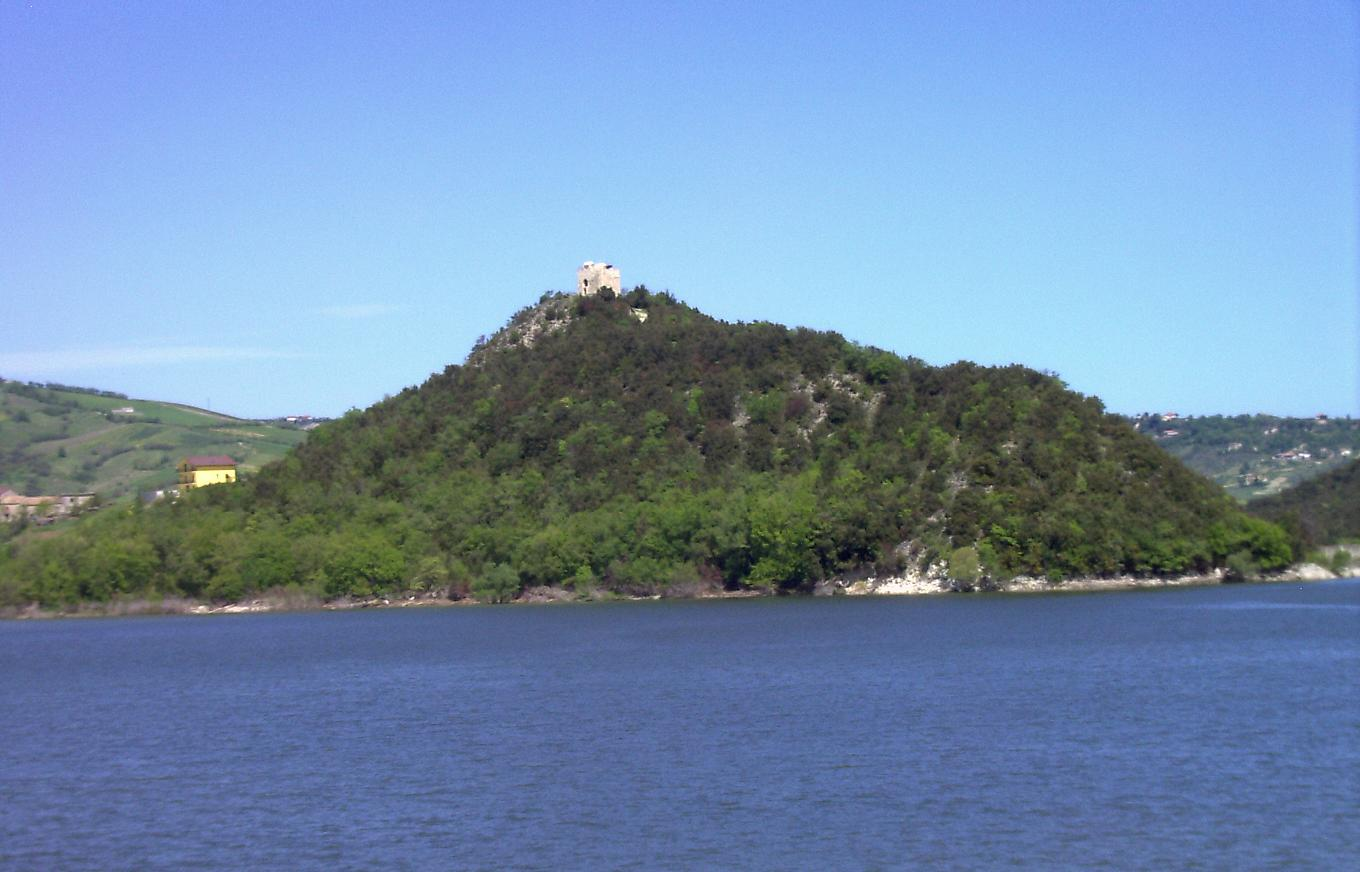
El lago de Sant'Angelo
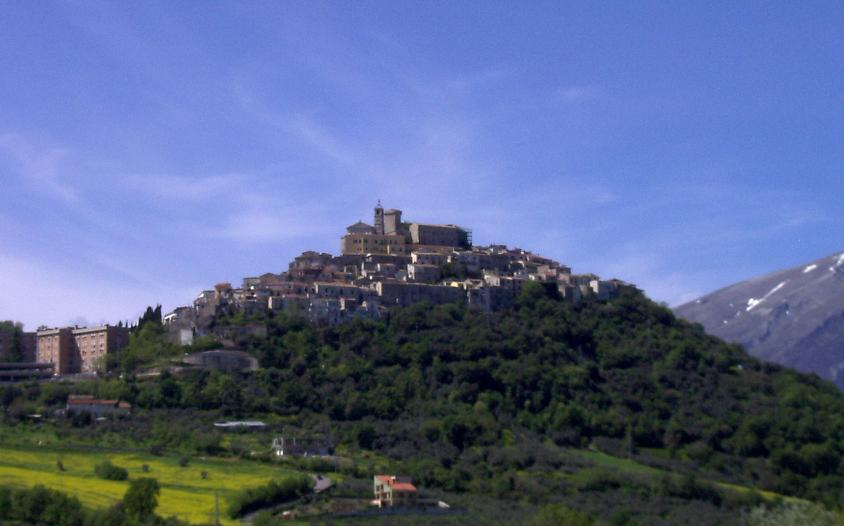
Panorama

- Datos: Q51198
- Multimedia: Casoli / Q51198

1. ↑  Worldpostalcodes.org, código postal n.º 66043.
2. ↑  «Codici Catastali». Comuni-italiani.it (en italiano). Consultado el 29 de abril de 2017.